# Marino il Siriano
Marino (in latino Marinus; floruit 498–519) fu un politico e un generale dell'impero romano d'Oriente sotto l'imperatore Anastasio I. Ha servito due volte come prefetto pretoriano dell'Oriente, supervisionato alcune delle riforme fiscali di Anastasio, sostenuto le politiche pro-monofisite dell'Imperatore e guidato la marina romana nella battaglia cruciale, che concluse la ribellione del generale Vitaliano in Tracia. Sopravvisse durante il regno di Giustino I, quando ricoprì per la seconda volta la carica di prefetto del pretorio, ma fu presto messo da parte dal potere imperiale.

## Biografia
Nacque di Apamea in Siria e, come molti siriani, era di religione monofisita. Non si sa nulla dei primi anni di vita; nel 498 fu nominato da Anastasio come alto funzionario finanziario (prima tractator e poi chartularius) del dipartimento fiscale della prefettura pretoriana d'Oriente, responsabile della diocesi d'Oriente, che comprendeva la sua nativa Siria.
Il suo predecessore, Giovanni di Paplagonia, era stato incaricato della supervisione della riforma monetaria voluta da Anastasio. In breve tempo Marino divenne uno dei principali consiglieri finanziari dell'imperatore, specialmente in materia fiscale; era anche responsabile dell'istituzione dei vindices, funzionari incaricati della riscossione dell'annona, che fino a quel momento era stata responsabilità dei consigli provinciali della città. I dettagli della riforma sono oscuri e l'opinione contemporanea sui suoi effetti è divisa: Giovanni Lido, la cui posizione è ostile a Marino, lo incolpa per l'impoverimento delle province, mentre un panegirico di Prisciano afferma che è stato un grande sollievo per gli agricoltori. Anche se il nuovo sistema sembra aver avuto successo nell'aumentare le entrate statali, fu successivamente modificato in maniera ampia e alla fine per lo più abbandonato nei successivi regni.
Come dice lo storico John Bagnell Bury, verso il 500 Marino emerse come il consigliere più fidato di Anastasio e fu ricompensato con la sua nomina come prefetto del pretorio per l'Oriente, probabilmente all'inizio del 512. Sembra che abbia ricoperto l'incarico fino all'inizio del 515. Nell'autunno 512 Marino incoraggiò Anastasio nel sostenere apertamente la versione monofisita del Trisagion, che il patriarca Timoteo aveva inserito nella liturgia nella Basilica di Santa Sofia. Di conseguenza, la popolazione per lo più calcedoniana di Costantinopoli lanciò una grande rivolta il 4 novembre contro la versione eretica, costringendo Marino e Platone, il praefectus urbi, a rispondere con la forza nel tentativo di reprimere la ribellione. Gli scontri continuarono e il 6 novembre la popolazione di fede calcedoniana si radunò nel Foro di Costantino e iniziò una rivolta, che quasi costò ad Anastasio il suo trono: le statue di Anastasio furono gettate a terra, l'anziano generale Areobindo, legato da matrimonio alla dinastia teodosiana, fu proclamato imperatore e la casa di Marino fu bruciata. Anastasio si presentò di persona nell'ippodromo di Costantinopoli per calmare la folla, che chiedeva che Marino e Platone fossero gettati alle bestie.
Nel 515 fu incaricato da Anastasio di condurre la campagna contro Vitaliano, il magister militum per Tracia, che si era ribellato alle politiche pro-monofisite di Anastasio e stava marciando su Costantinopoli. Questa insolita nomina di un ufficiale civile al comando dell'esercito era dovuta alla riluttanza dei due più importanti generali, Patrizio e Giovanni, a comandare gli eserciti imperiali per affrontare Vitaliano, che avevano conosciuto personalmente. Nonostante la sua mancanza di esperienza militare, Marino sconfisse la flotta ribelle in una battaglia navale all'ingresso del Corno d'Oro; secondo il racconto di Giovanni Malala, ciò fu possibile tramite l'uso di una sostanza chimica a base di zolfo inventata da un certo Proclo di Atene, simile al successivo fuoco greco. Marino quindi sbarcò con i suoi uomini sulla riva di Sycae e sconfisse i ribelli che trovò lì. Scoraggiato dalle perdite subite, Vitaliano e il suo esercito fuggirono a nord, sfruttando l'oscurità della notte.
Sebbene nelle cronache è ricordato per essersi unito al praepositus sacri cubiculi Amanzio nell'istigare i disordini a poco dopo l'elevazione di Giustino I  al trono, (518), Marino riuscì a sopravvivere alla transizione al nuovo regime: egli fu nominato prefetto al pretorio per la seconda volta nel 519 e si diceva addirittura che avesse decorato un bagno pubblico con scene della vita di Giustino, incluso il suo arrivo a Costantinopoli come un povero contadino. Morì prima del 539. Della sua famiglia si sa solo che ebbe una figlia e che suo figlio fu nominato governatore in Libia (Marmarica o Cirenaica), dove si dimostrò particolarmente avido.